# Арно Раймон де Тартас

Виконтство Тартас на карте Гаскони

Арно Раймон де Тартас (Arnaud Raymond de Tartas) (ум. 1239) — виконт Дакса (по правам жены), виконт Тартаса, с 1234 года епископ Дакса.
Информация из книги J. de Jaurgain: La Vasconie, étude historique et critique, deux parties. Том 2, стр. 610—613.:
Младший сын Раймона Роберта II. Унаследовал Тартас после смерти бездетного старшего брата - Роберта III Раймона.
Около 1190 года женился на Наварре де Дакс (ум. ок. 1210), старшей дочери и наследнице виконта Дакса Пьера II. После этого передал город Ортез виконту Беарна Гастону VI в обмен на отказ от всех притязаний на владения жены.
В марте 1196 года признал себя вассалом короля Наварры Санчо Сильного по виконтству Дакс.
После смерти жены принял священнический сан. Канонник в Даксе, аббат монастыря Дивьель. В 1234 году избран епископом Дакса.
Дети:
- Раймон Арно де Тартас, виконт Тартаса
- Ассалида де Тартас, жена Аманьё VI д’Альбре.